# 하이테크 건축

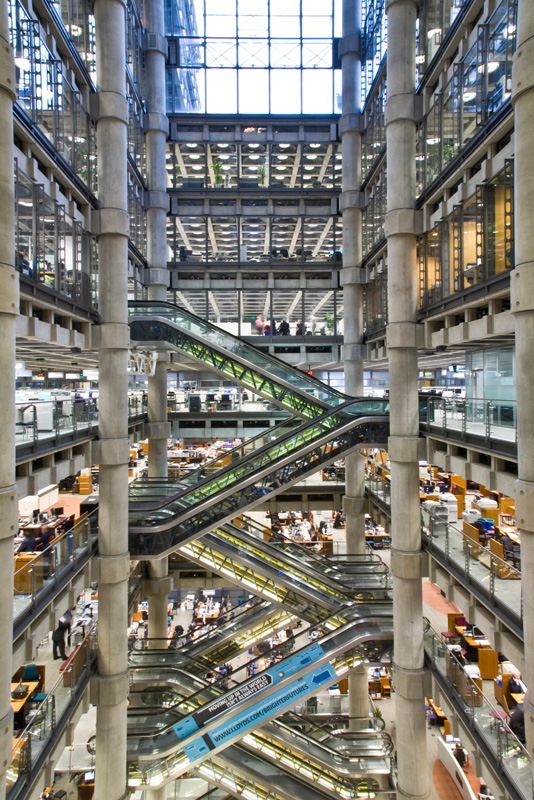
런던로이즈 사옥.

하이테크 건축(High-tech architecture) 또는 구조적 표현주의(structural expressionism)는 1970년대에 발생한 근대 건축 사조다. 하이테크 산업의 요소를 건물 설계에 융합시킨 것이다. 설계 및 건설에서 투명함을 강조하여 건물의 구조와 기능을 안팎으로 소통시키고자 한다. 하이테크 건축은 알루미늄, 강철, 유리를 많이 사용하고, 콘크리트는 상대적으로 적게 사용한다.
이 사조의 주요 건축가로는 마이클 홉킨스, 브루스 그레이엄, 파즐루르 로흐만 칸, 야마사키 미노루, 노먼 포스터, 리처드 로저스, 렌초 피아노, 산티아고 칼라트라바 등이 있다.